# Марк Меций Меммий Фурий Бабурий Цецилиан Плацид
Марк Меций Меммий Фурий Бабурий Цецилиан Плацид (лат. Marcus Maecius Memmius Furius Baburius Caecilianus Placidus; в источниках чаще встречается сокращённая форма Фурий Плацид или просто Плацид) — государственный деятель Римской империи первой половины IV века, консул 343 года.

## Биография
Его cursus honorum включал следующие должности: старший понтифик (лат. pontifex maior), авгур (лат. avgur publicus p.r. quiritium), квиндецемвир (лат. Quindecimvir sacris faciundis) — эти религиозные должности могли заниматься им в течение всей жизни, точно их датировать нельзя.
Плацид также был корректором (то есть наместником) провинции Венеция и Истрия, после — префектом анноны (между 337 и 350 годом, лат. praefectus annonae urbis sacre cum iure gladii), имел титул лат. comes ordini primi (очевидно, при императоре Константе), был комитом Востока. Вершиной его карьеры стали должность префекта претория (342 год — 28 мая 344 года), возможно был префектом Италии в 343—345 годах) и консульство, полученное в 343 году вместе с Флавием Ромулом.
В «Истории Августов» (источнике весьма ненадежном, со множеством выдуманных деталей и фактов) автор биографии Аврелиана пишет:

«Мы недавно видели, что вступление в консульство Фурия Плацидия было отпраздновано в цирке с такой расточительностью, что казалось, возницам давались не награды, а целые состояния: дарились полушелковые туники, полотняные одежды с цветной шелковой полосой, дарились даже кони при горестных вздохах честных людей. Получалось так, словно консульство принадлежит богатству, а не человеку, так как ведь если оно дается за доблести, оно, во всяком случае, не должно разорять того, кто устраивает игры».

Если автор не придумал самого этого консула и все детали, то, должно быть, он имел в виду именно консула 343 года, так как других консулов с именем Фурий Плацид не известно. С 26 декабря 346 года по 12 июня 347 Плацид также занимал должность городского префекта Рима.
Возможно, он был потомком Гая Меммия Цецилиана Плацида, консула-суффекта середины III века и, возможно, родственником Фурия Меция Гракха.
Фурий Плацид был патроном Путеол.